# Americorophium stimpsoni
Americorophium stimpsoni är en kräftdjursart som först beskrevs av Robert Alan Shoemaker 1941.  Americorophium stimpsoni ingår i släktet Americorophium och familjen Corophiidae. Inga underarter finns listade i Catalogue of Life.